# El Pujal de Cabó
El Pujal de Cabó, també anomenat el Pujal d'Organyà, és un nucli de població del municipi de Cabó, a l'Alt Urgell. El poble actualment té 24 habitants i n'havia tingut 31 el 1991. Es troba a la vall baixa del riu de Cabó a prop del límit amb Organyà. S'hi pot trobar la capella de la Mare de Déu de la Concepció. Hi ha dues festes destacables, una el 29 d'abril i la festa major el segon diumenge de setembre.